# Nett Lake, Quận St. Louis, Minnesota
Xã Nett Lake (tiếng Anh: Nett Lake Township) là một xã thuộc quận St. Louis, tiểu bang Minnesota, Hoa Kỳ. Năm 2010, dân số của xã này là 319 người.